# こざかい葵風館
こざかい葵風館（こざかいきふうかん）は、愛知県豊川市小坂井町大堀10番地にある複合公共施設。

## 概要
豊川市役所小坂井支所、豊川市小坂井図書館、豊川市小坂井生涯学習センター、豊川市こざかい児童館、豊川市南部高齢者相談センター小坂井出張所を内包する。名称は徳川家の家紋である三つ葉葵、菟足神社の風まつりに由来する。外装材のデザインは小坂井地区の郷土玩具である風車に着想を得ている。

## 歴史
2010年（平成22年）2月1日には宝飯郡小坂井町が豊川市に編入された。小坂井町役場が豊川市役所小坂井支所に、小坂井町立図書館が豊川市小坂井図書館になったが、いずれの施設も老朽化が進んでいた。このため、豊川市は2015年度（平成27年度）に小坂井地区の公共施設再編の検討を開始し、市民向けワークショップなどを行って計画を練った。
2019年度（令和元年度）には豊川市役所小坂井支所を取り壊し、2020年（令和2年）2月には小坂井支所跡地で複合施設の建設に着工した。2021年（令和3年）5月2日、こざかい葵風館が開館した。建設費は約15億6000万円。建物の設計はシーラカンスアンドアソシエイツ。

## 施設

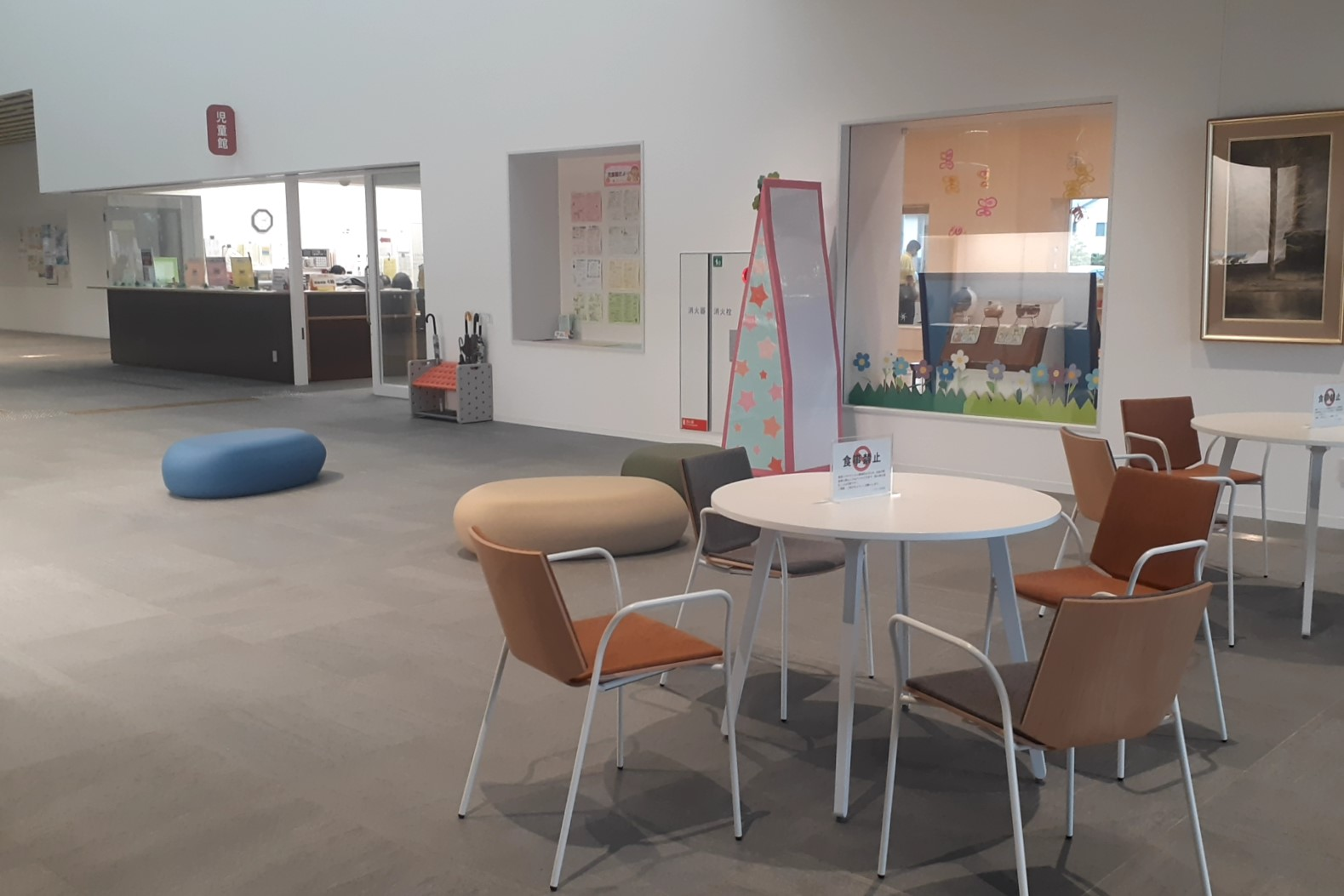
1階のロビー
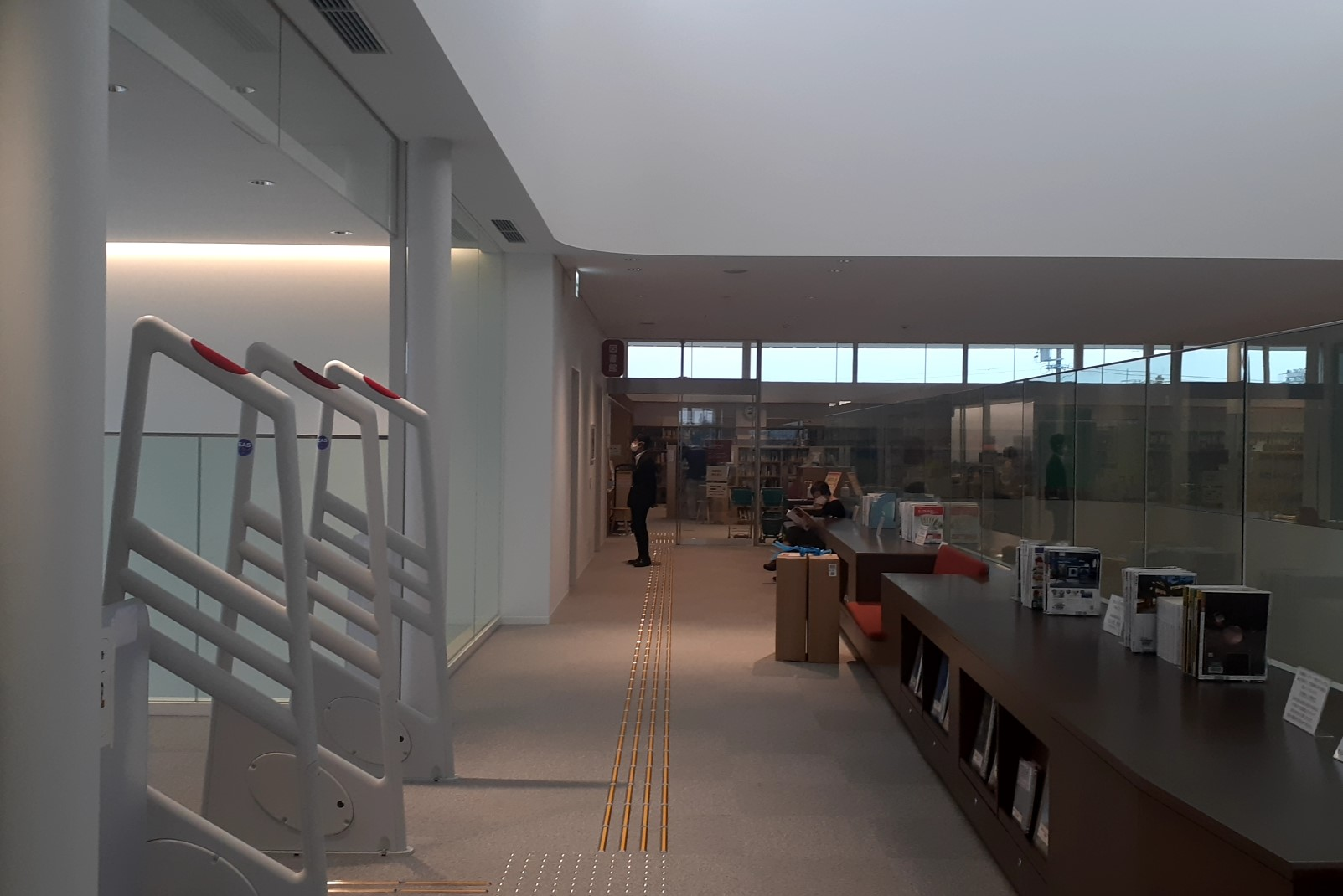
2階のロビー
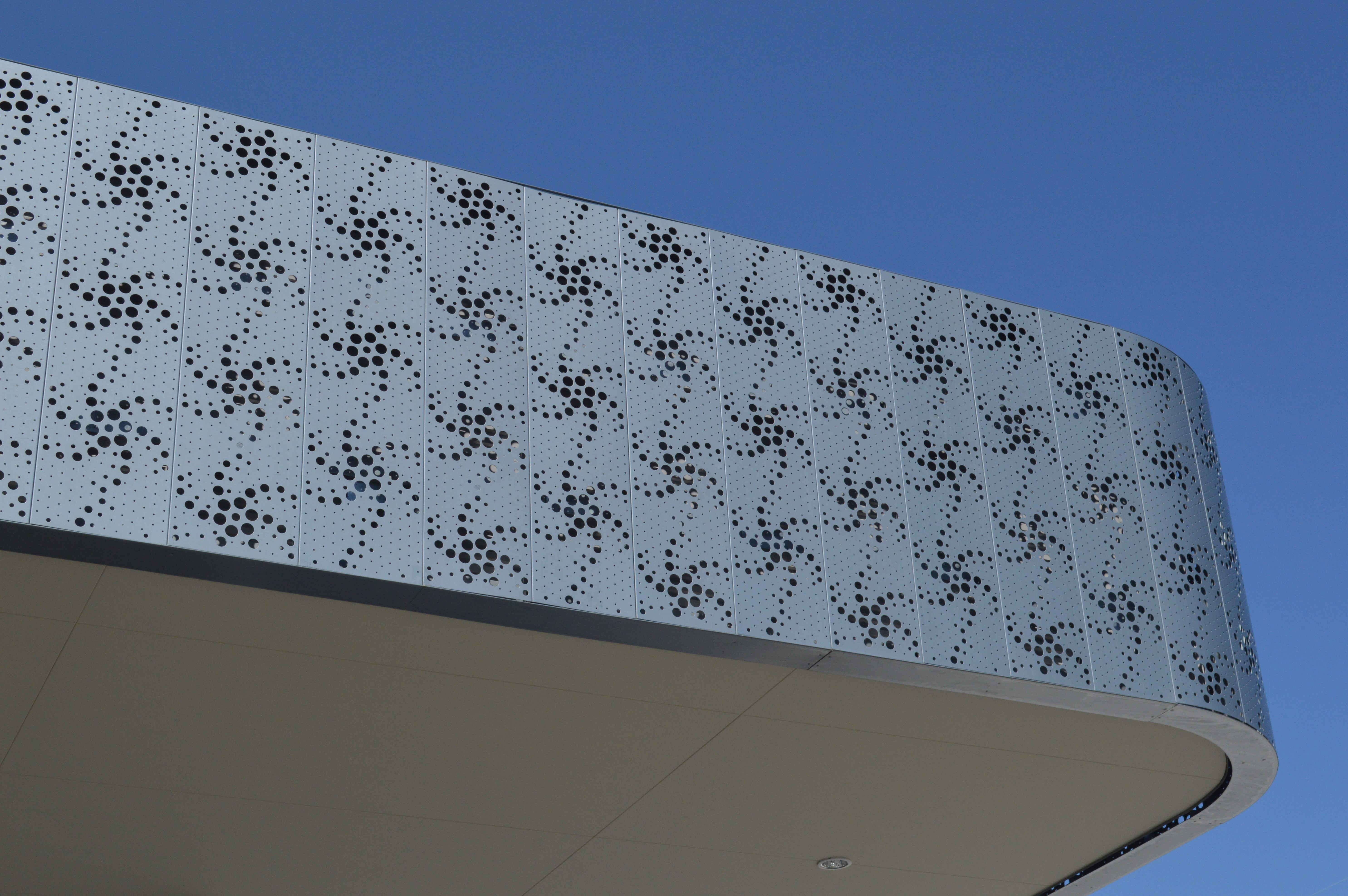
風車をモチーフとした外装材

豊川市役所小坂井支所
1階。
豊川市小坂井生涯学習センター
1階・2階。
豊川市こざかい児童館
1階。
豊川市小坂井図書館
2階。蔵書冊数約3万6000冊。床面積は旧館の2倍以上となり、新たに視聴覚コーナーが設置された。
豊川市南部高齢者相談センター小坂井出張所
1階。
ギャラリー
- 1階のロビー
- 2階のロビー
- 風車をモチーフとした外装材

## 交通アクセス
- 名鉄名古屋本線 伊奈駅から徒歩で約7分。